# El Saucito, San Ignacio Cerro Gordo
El Saucito är en ort i Mexiko.   Den ligger i kommunen San Ignacio Cerro Gordo och delstaten Jalisco, i den centrala delen av landet, 400 km väster om huvudstaden Mexico City. El Saucito ligger 2 040 meter över havet och antalet invånare är 119.
Terrängen runt El Saucito är platt österut, men västerut är den kuperad. Runt El Saucito är det ganska tätbefolkat, med 72 invånare per kvadratkilometer. Närmaste större samhälle är Arandas, 17,1 km öster om El Saucito. I omgivningarna runt El Saucito växer huvudsakligen savannskog.